# Joseph Vitry
 (mai 2023).
Joseph Pierre François Vitry, né le 17 janvier 1779 à Toulouse, mort le 18 janvier 1865 (à 86 ans) dans cette même ville, est un architecte français et inspecteur voyer de la ville de Toulouse.

## Biographie
Joseph Pierre François Vitry, dit Joseph Vitry, est un architecte de la ville et inspecteur voyer né le 17 janvier 1779 à Toulouse et décédé dans la même ville le 18 janvier 1865. Il est le fils de Jeanne Marie Cluzel et de Jean François Vitry : procureur du sénéchal et présidial de Toulouse. Il a dix frères et sœurs dont Pierre Anne Vitry (1768-1841) qui est inspecteur voyer de Toulouse et qui est le père d'Urbain Vitry (1802-1863) architecte en chef de la ville de Toulouse. Jacques-Pascal Virebent (1746-1831), architecte de la ville, inspecteur et géomètre, est son beau-frère, du fait de son mariage avec sa sœur, Jeanne Marie Bernarde Vitry. Son fils aîné, Henri Charles Jean Baptiste Vitry (1827-1866), issu de son mariage avec Agathe Eugénie Forgueray, est agent voyer de la ville de Toulouse. Son fils cadet, Joseph Henry Paul Vitry, fruit de son second mariage avec Françoise Joséphine Béziat, est employé de la ville de Toulouse,.

## Carrière
De mars 1800 à mars 1804, Joseph Pierre François Vitry devient l’adjoint de Jacques-Pascal Virebent en tant qu’architecte voyer. Le 9 septembre 1829, il entre au service municipal en tant que conducteur, dessinateur. Le 1er janvier 1836 et jusqu'au 31 août 1862, il est inspecteur voyer. Le 2 août 1862, il est mis à pied pour cause de réorganisation des services communaux.

## Réalisations urbaines et architecturales
En tant qu’inspecteur voyer, il travaille neuf ans à raison de dix heures par jour sur les plans d’alignement avec l’ingénieur Julien Rivet. Il réalise notamment les plans d'alignement de Toulouse de 1815, 1825, 1842, et 1848,,. En 1936, il rédige le Livret des cantonniers à savoir un livret contenant les règles à respecter pour les cantonniers (les ouvriers chargés de l’entretien des voies ferroviaires.).
Sa seule réalisation architecturale connue est sa propre maison située au 4 rue des Lois, à Toulouse (correspondant aujourd’hui au 5 rue du Taur) réalisée en 1838.
Il participa avec son neveu Urbain Vitry aux concours pour les monuments commémoratifs et les fontaines place Saint-Etienne de Toulouse, mais leurs différents projets ne furent pas retenus. Ayant consacré toute sa carrière aux plans d’alignement de la ville de Toulouse, on ne lui connaît pas aujourd’hui d'autres ouvrages d’architecture que sa propre résidence.